# Somberek
Somberek is een plaats (község) en gemeente in het Hongaarse comitaat Baranya. Somberek telt 1550 inwoners (2001).